# Puszcza Mariańska (gmina)
Puszcza Mariańska (do 1953 gmina Korabiewice) – gmina wiejska w Polsce w województwie mazowieckim, w powiecie żyrardowskim. W latach 1975–1998 gmina administracyjnie należała do województwa skierniewickiego.
Siedziba gminy to Puszcza Mariańska.
Według danych z 30 czerwca 2004 gminę zamieszkiwało 8431 osób.

## Struktura powierzchni
Według danych z roku 2002 gmina Puszcza Mariańska ma obszar 142,41 km², w tym:
- użytki rolne: 62%
- użytki leśne: 32%

Gmina stanowi 26,74% powierzchni powiatu.

## Historia
Gmina Puszcza Mariańska (do 1953 pod nazwą gmina Korabiewice) leżała w latach 1953-54 oraz 1973–75 w województwie łódzkim (powiat skierniewicki), w latach 1975-98 w województwie skierniewickim a obecnie (od 1999) w województwie mazowieckim.

## Komunikacja
Przez gminę przebiegają dwie linie kolejowe: warszawsko-wiedeńska ze stacją w Radziwiłłowie i skierniewicko-brzeska ze stacją w Puszczy Mariańskiej oraz przystankami w Długokątach i Grabcach. Druga linia - na fali zmian w polskim kolejnictwie - od roku 2000 obsługuje jedynie ruch towarowy. Przez gminę przebiega droga wojewódzka nr 719: Kamion - Żyrardów - Warszawa.

## Demografia

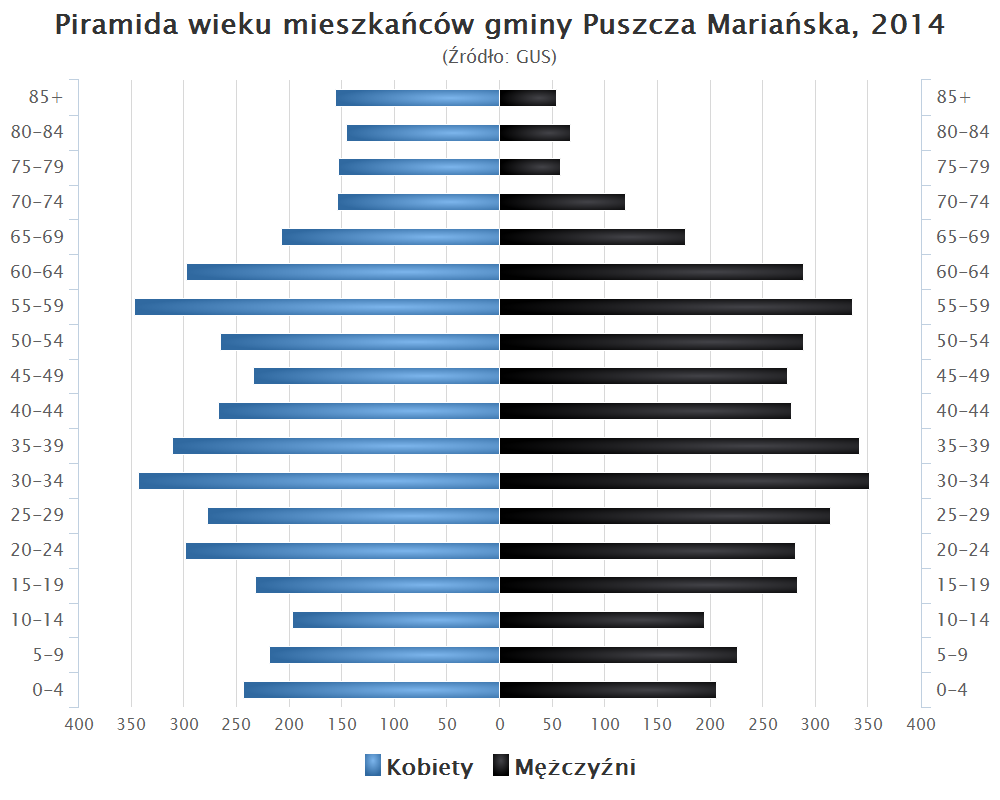
Piramida wieku mieszkańców gminy Puszcza Mariańska w 2014 roku

Dane z 30 czerwca 2004:
| Opis                              | Ogółem | Ogółem | Kobiety | Kobiety | Mężczyźni | Mężczyźni |
| --------------------------------- | ------ | ------ | ------- | ------- | --------- | --------- |
| jednostka                         | osób   | %      | osób    | %       | osób      | %         |
| populacja                         | 8431   | 100    | 4203    | 49,9    | 4228      | 50,1      |
| gęstość zaludnienia (mieszk./km²) | 59,2   | 59,2   | 29,5    | 29,5    | 29,7      | 29,7      |

## Sąsiednie gminy
Bolimów, Kowiesy, Mszczonów, Nowy Kawęczyn, Radziejowice, Skierniewice, Wiskitki

## Sołectwa
Aleksandria, Bartniki, Bednary, Biernik, Budy Zaklasztorne, Długokąty, Długokąty Małe, Górki, Grabina Radziwiłłowska, Huta Partacka, Kamion, Karnice, Korabiewice, Michałów, Mrozy, Nowa Huta, Puszcza Mariańska, Radziwiłłów, Sapy, Stary Karolinów, Stary Łajszczew, Studzieniec, Waleriany, Zator.
Pozostałe miejscowości podstawowe: 
Budy-Kałki, Budy-Kałki (osada leśna), Budy Wolskie, Emilianów, Gzdów, Lisowola, Małe Łąki, Niemieryczew, Nowy Karolinów, Nowy Łajszczew, Olszanka, Patoki, Pniowe, Stara Huta, Wilczynek, Wincentów, Wola Polska, Wycześniak, Wygoda, Żuków.